# Dasiphora arbuscula
Dasiphora arbuscula även himalayatok är en rosväxtart som först beskrevs av David Don, och fick sitt nu gällande namn av J. Soják. Dasiphora arbuscula ingår i släktet tokar, och familjen rosväxter. Inga underarter finns listade i Catalogue of Life.